# Bitterer Saftporling
Der Bittere Saftporling (Amaropostia stiptica Syn.: Oligoporus stipticus, Postia stiptica, Spongiporus stipticus, andere Schreibweise: stypticus/styptica) ist eine häufige Pilzart aus der Familie der Stielporlingsverwandten (Polyporaceae).

## Merkmale
Die Fruchtkörper sind einjährig. Sie werden 3 bis 7 cm breit und stehen 3 bis 6 cm vom Substrat ab. Trotz der verhältnismäßig großen Dicke von mehreren Zentimetern ist der Rand scharf abgegrenzt. Die Hüte sind mehr oder weniger rein weiß getönt, verfärben sich jedoch beim Trocknen creme- bis schmutzig gelblich. Auf Druck zeigen sie keine Verfärbung. Dabei verhärten sie und ihre Größe nimmt stark ab. Die Oberseite ist kaum behaart und oft etwas runzelig. Jung und bei feuchter Witterung werden auf der Unterseite milchweiße, bitter schmeckende Guttationstropfen abgeschieden. Der Geschmack des Fleisches (Trama) ist sehr bitter und adstringierend.
Die Sporen sind 3,5–4,5 × 1,5–2 µm groß.

## Artabgrenzung

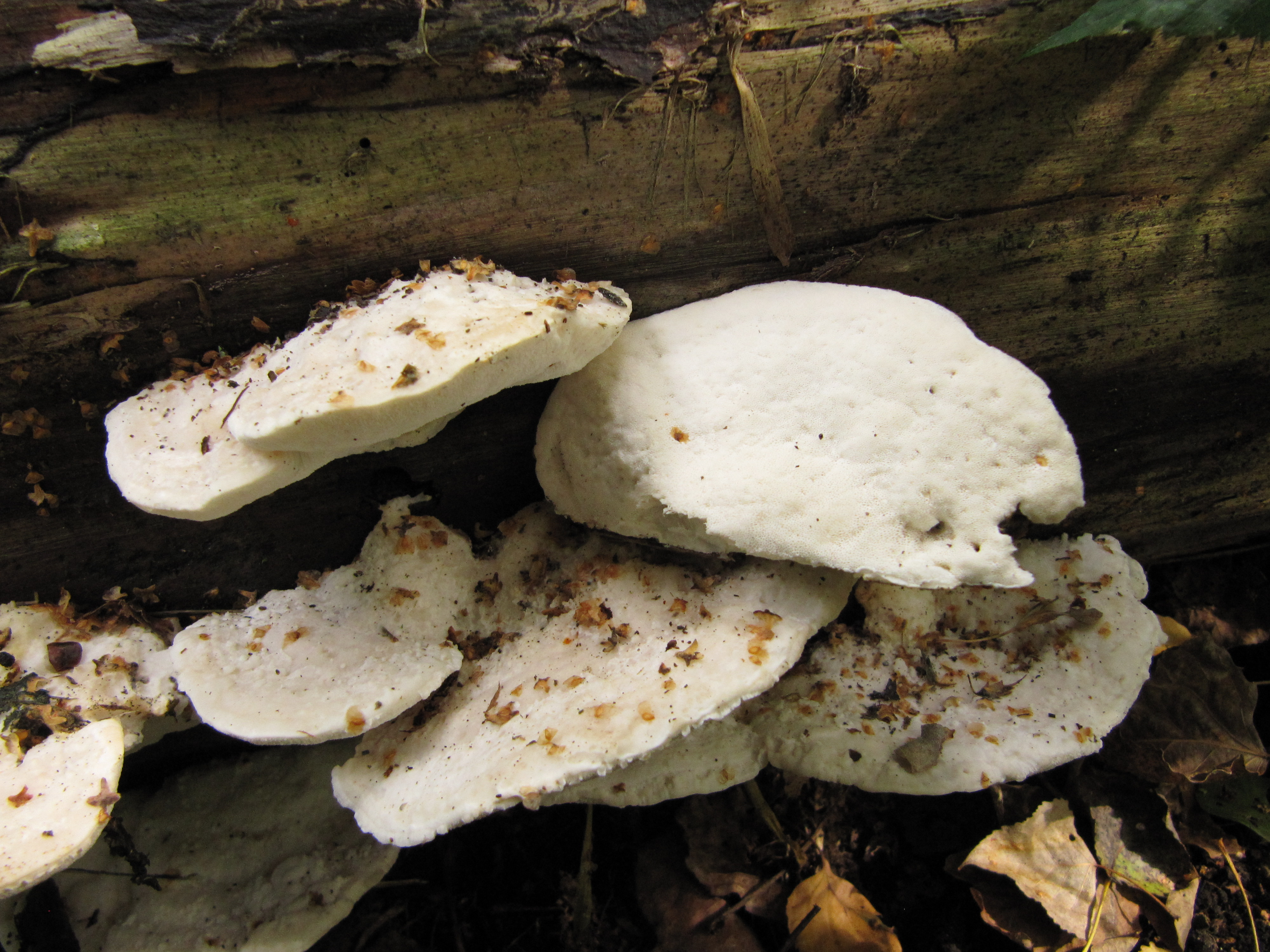
Grauweißer Saftporling (Postia lactea)

Der Bittere Saftporling zeichnet sich durch seinen starken bitteren Geschmack aus, der jedoch nicht von allen Menschen wahrgenommen werden kann. Ähnlich ist der Grauweiße Saftporling (Postia lactea), der vorrangig an Laubholz zu finden ist und etwas schmalere, leicht gekrümmte Sporen besitzt. Der Gloeozystiden-Saftporling (Fuscopostia leucomallella) besitzt Gloeozystiden.

## Ökologie und Phänologie
Der Bittere Saftporling ist häufig in durch den Menschen beeinflussten Fichten-, Kiefern- und gemischten Nadelwäldern zu finden, vor allem wenn diese bodensauer sind. Deutlich seltener ist er in entsprechenden naturnahen Nadelwäldern zu finden. Seltener ist der Pilz in anderen Waldgesellschaften anzutreffen.
Die Art wächst in der planaren bis in die montane Höhenstufe. Über 1.000 Metern ist sie selten anzutreffen. An Kiefern ist sie vorwiegend bodentrockenen planaren bis kollinen Lagen zu finden. An Fichten liegt das Gebiet eher in bodenfrischen bis feuchten, sub- bis hochmontanen Regionen.
Die Fruchtkörper wachsen einzeln oder gesellig bis dachziegelig an abgestorbenen Stammbasen, Stümpfen und Stämmen sowie Ästen. Das Substrat kann dabei be- oder entrindet sein. Besiedelt wird in erster Linie Nadelholz, vor allem Fichte. An Laubholz ist er selten zu finden. Die Fruchtkörper wachsen im Sommer und Herbst von Ende Juni bis Anfang November. Überständige Exemplare lassen sich das ganze Jahr über finden.

## Verbreitung
Der Bittere Saftporling ist in der Holarktis verbreitet, wo er in den meridionalen bis subborealen Gebieten anzutreffen ist. Darüber hinaus ist er in Argentinien, Pakistan, Australien und Neuseeland nachgewiesen. In der Holarktis ist der Pilz in Nordamerika (Kanada, USA), Europa und Nordasien (Kaukasus, Kasachstan, Sibirien, China) anzutreffen.
In Europa ist er von Portugal und Spanien nahezu über den ganzen Kontinent bis Mittelrussland, zum Ural und zum Kaukasus verbreitet. Dabei ist er nur in Irland, Lettland, Albanien und Griechenland noch nicht nachgewiesen. In Deutschland ist der Pilz überall relativ dicht verbreitet. Die Vorkommen nahmen vor allem in den letzten 100 Jahren mit der Umwandlung naturnaher Wälder in Nadelholzforste zu.

## Bedeutung
Die Art ist zwar ungiftig, kommt als Speisepilz jedoch nicht infrage.
Der Bittere Saftporling enthält mehrere Triterpenglucoside, die den bitteren Geschmack verursachen. Eines davon ist Oligoporin D, welches bereits in einer Konzentration von 0,1 µM den menschlichen Bittergeschmacksrezeptor TAS2R46 aktiviert und damit zu den potentesten bekannten Bitteragonisten gehört.